# Crostau
Crostau est un village de Saxe (Allemagne), situé dans l'arrondissement de Bautzen, dans le district de Dresde. Il était une commune autonome jusqu'au 31 décembre 2010. Crostau est désormais un quartier de la ville de Schirgiswalde-Kirschau.